# Chi tilde inscrit
Le chi tilde inscrit, ꭓ̴, est une lettre additionnelle de l’alphabet phonétique international utilisée dans quelques ouvrages linguistiques dont notamment par J. C. Catford (en) en 1977. Elle est composée d’un chi diacrité d’un tilde inscrit.

## Utilisation
Dans l’alphabet phonétique international, le chi représente une consonne fricative uvulaire sourde et le tilde inscrit indique une pharyngalisation ou vélarisation. La consonne fricative uvulaire sourde pharyngalisée peut aussi être notée [ꭓˤ] ou [χ͡ħ] et la consonne fricative uvulaire sourde vélarisée peut aussi être notée [ꭓˠ] ou [χ͡x].
J. C. Catford (en) utilise le chi tilde inscrit [ꭓ̴], notamment en 1972 et 1977, pour représenter une consonne fricative uvulaire-pharyngale sourde utilisée dans le dialecte abkhaze de Bzyb, par exemple dans les mots [aˈχ̴ʊ̈ts], «cheveux » ou [aˈχ̴ə], « tête ».
Igor Younes utilise le g̴ dans une description du parler des bédouins ʾAbu ʿĪd au Liban, par exemple pour la transcription de ʾux̣ut [ʔʊχ̴ʊt] « sœur ».

## Représentation informatique
Le chi tilde n’a pas de représentation informatique standardisée. Il peut être présenté à l’aide d’un caractère non standard ou à l’aide de la lettre grecque χ ou la lettre latine ꭓ combinée avec une diacritique tilde couvrant, ‹ χ̴ › ou ‹ ꭓ̴ ›.